# Selim Savonius
Selim Wilhelm Savonius, född 16 januari 1885 i Vasa, död 21 april 1965, var en finländsk arkitekt. 
Savonius, som var son till överste Selim Viktor Savonius och Eloise Wilhelmina Natalia Wolff, blev student 1903 och avlade arkitektexamen 1908. Han företog studieresor till Tyskland och Italien 1909 samt Sverige, Tyskland, Schweiz och Nederländerna 1929. Han blev extra arkitekt vid Överstyrelsen för allmänna byggnaderna 1910 och tillförordnad förste arkitekt 1929. Efter nämnda myndighets ombildning till Byggnadsstyrelsen blev han biträdande arkitekt 1937, byråarkitekt samma år och var överarkitekt från 1945. Han var chef för arkivdelegationen 1936–1947 och ledamot av standardiseringskommittén 1925–1948.